# Sci alpino ai VII Giochi olimpici invernali - Slalom gigante femminile
La competizione dello slalom gigante femminile di sci alpino ai VII Giochi olimpici invernali si è svolta il giorno 27 gennaio 1956 sulla Pista Canalone a Cortina d'Ampezzo.

## Classifica
| Pos.    | Atleta                            | Nazione                   | Tempo  |
| ------- | --------------------------------- | ------------------------- | ------ |
| Oro     | Ossi Reichert                     | Squadra Unificata Tedesca | 1'56"5 |
| Argento | Josefine Frandl                   | Austria                   | 1'57"8 |
| Bronzo  | Dorothea Hochleitner              | Austria                   | 1'58"2 |
| 4       | Andrea Mead-Lawrence              | Stati Uniti               | 1'58"3 |
| 4       | Madeleine Chamot-Berthod          | Svizzera                  | 1'58"3 |
| 6       | Lucile Wheeler                    | Canada                    | 1'58"6 |
| 7       | Borghild Niskin                   | Norvegia                  | 1'59"0 |
| 8       | Marysette Agnel                   | Francia                   | 1'59"4 |
| 9       | Regina Schöpf                     | Austria                   | 2'00"6 |
| 10      | Josette Nevière                   | Francia                   | 2'00"8 |
| 11      | Frieda Dänzer                     | Svizzera                  | 2'00"9 |
| 12      | Marianne Seltsam                  | Squadra Unificata Tedesca | 2'02"3 |
| 13      | Giuliana Minuzzo                  | Italia                    | 2'01"5 |
| 14      | Inger Bjørnbakken                 | Norvegia                  | 2'02"3 |
| 14      | Madeleine Front                   | Francia                   | 2'02"3 |
| 14      | Annemarie Waser                   | Svizzera                  | 2'02"5 |
| 17      | Anna Pellissier                   | Italia                    | 2'02"4 |
| 18      | Paule Moris                       | Francia                   | 2'03"1 |
| 19      | Hannelore Glaser-Franke           | Squadra Unificata Tedesca | 2'02"7 |
| 20      | Maria Kowalska                    | Polonia                   | 2'02"8 |
| 21      | Addie Pryor                       | Gran Bretagna             | 2'05"2 |
| 22      | Astrid Sandvik                    | Norvegia                  | 2'04"0 |
| 22      | Gladys Werner                     | Stati Uniti               | 2'04"0 |
| 24      | Inger Jørgensen                   | Norvegia                  | 2'04"4 |
| 25      | Ingrid Englund                    | Svezia                    | 2'04"5 |
| 26      | Eivor Berglund                    | Svezia                    | 2'04"9 |
| 27      | Annemarie Buchner                 | Squadra Unificata Tedesca | 2'05"0 |
| 28      | Maria Grazia Marchelli            | Italia                    | 2'01"4 |
| 29      | Anne Heggtveit                    | Canada                    | 2'05"3 |
| 30      | Barbara Grocholska                | Polonia                   | 2'05"5 |
| 31      | Vivi-Anne Wassdahl                | Svezia                    | 2'06"4 |
| 32      | Slava Zupančič                    | Jugoslavia                | 2'07"9 |
| 33      | Trude Klecker                     | Austria                   | 2'08"5 |
| 34      | Penelope Pitou                    | Stati Uniti               | 2'10"4 |
| 35      | Maria Gąsienica Daniel-Szatkowska | Polonia                   | 2'10"9 |
| 36      | Ginette Seguin                    | Canada                    | 2'16"6 |
| 37      | Christine Davy                    | Australia                 | 2'17"3 |
| 38      | Renate Holmes                     | Gran Bretagna             | 2'19"0 |
| 39      | Magdalena Marotineanu             | Romania                   | 2'21"0 |
| 40      | Evgenija Sidorova                 | Unione Sovietica          | 2'31"3 |
| 41      | Jakobína Jakobsdóttir             | Islanda                   | 2'39"4 |
| 42      | Jocelyn Wardrop-Moore             | Gran Bretagna             | 2'39"8 |
| 43      | Elena Epuran                      | Romania                   | 3'20"5 |
| 44      | Aleksandra Artyomenko             | Unione Sovietica          | 4'04"5 |
| -       | Hedi Beeler                       | Svizzera                  | Squal. |
| -       | Carlyn Kruger                     | Canada                    | Squal. |
| -       | Vera Schenone                     | Italia                    | Squal. |
| -       | Jeanne Sandford                   | Gran Bretagna             | Squal. |
| -       | Betsy Snite                       | Stati Uniti               | Squal. |